# 중앙루터교회
중앙루터교회(中央-敎會, Central Lutheran Church)는 서울 용산구 소월로 2길 21-11 (후암동 446)에 있는 기독교한국루터회 소속의 교회이다.

## 역사
1967년 1월 29일 현재 교회 위치와 인접한 서울 중구 도동2가 91번지에서 미국 루터교회 미주리 시노드 소속 박덕인 선교사를 담임목사로 창립되었다. 당시 교회명은 삼위일체교회였다. 같은 해 5월에 일본 유학을 마치고 돌아온 지원상 목사가 2대 담임목회자가 되었으며, 1975년 교회 이름을 중앙교회로 바꾸고 루터교센터로 건축된 새 교회당에 입당하였다. 기독교한국루터회 총회본부는 루터교센터 1층을 사용한다. 1979년 9월 3대 목회자로 김해철 목사가 취임하였고, 1994년 5월 한영복 목사가 4대 목회자가 되었다. 2010년에 최주훈 준목이 청빙되어 2011년 9월에 5대 담임목사로 취임했다.

## 같이 보기
- 루터교
- 기독교한국루터회